# Andreas Fakudze
Andreas Fakudze fue primer ministro interino de Suazilandia durante el corto periodo de apenas un mes: entre el 25 de octubre de 1993 y el 4 de noviembre del mismo año.